# 杨璘
江夏王杨璘（?—?），五代十国時期南吳睿帝楊溥次子。
楊溥即吳國皇帝位後，於乾貞元年（927年）封次子楊璘為江夏王，和南阳王杨玢、宜春王杨璆一起受封，加太尉。吴禅位于齐，杨璘奉玺绶给徐知诰。徐知诰把杨璘迁官增邑，降封郡公。